# Hong Kong House
La Hong Kong House, già nota come l'Hotel Gresham, è uno storico edificio di Sydney in Australia.

## Storia
L'edificio venne eretto nel 1891 secondo il progetto redatto dall'architetto Ambrose Thornley, il quale aveva vinto un concorso appositamente indetto dalla Excelsior Land, Building and Investment Company and Bank Limited nel 1888. L'edificio venne costruito per ospitare un albergo e una filiale bancaria al piano terreno, mantenendo questi usi per buona parte della sua esistenza. Entro la fine del primo decennio del XX secolo l'albergo, inizialmente noto come l'Hotel Central, era stato rinominato Hotel Gresham, mentre nel 1896  una filiale della City Bank di Sydney prese posto al piano terra dell'edificio. L'edificio venne convertito in uffici alla fine degli anni 1980 e dal 1995 ospita l'Ufficio Economico e Commerciale di Hong Kong.
Nel 2014, durante le proteste degli ombrelli di Hong Kong, le facciate a livello strada dell'edificio vennero coperte da post-it gialli, rosa e blu contenenti messaggi di solidarietà per i protestanti.

## Descrizione
L'edificio, situato nel CBD di Sydney di fronte al Municipio di Sydney e all'Edificio Regina Vittoria, presenta uno stile tipicamente vittoriano.